# 1ª Lega 2023-2024
La 1ª Lega 2023-2024 è stata la 102ª edizione di tale torneo del campionato svizzero di calcio. Il campionato è iniziato il 5 agosto 2023 e si è concluso il 26 maggio 2024.

## Stagione

### Formula
Le 48 squadre partecipanti vengono suddivise in tre gruppi da 16 squadre ciascuno e si affrontano in un girone all'italiana con partite di andata e ritorno. Al termine della regular season, le prime e seconde classificate di ciascun gruppo, più le due migliori terze accedono ai play-off. Le squadre Under-21 possono essere ammesse solo se in Promotion League non vi partecipavano già 4 formazioni, a meno che una di quest'ultime non retrocede in Prima Lega.
Gli spareggi prevedono un primo turno con partite di andata e ritorno mediante i seguenti accoppiamenti:
- migliore 1ª classificata vs peggiore 3ª classificata. Se entrambe provengono dallo stesso gruppo, l'avversaria sarà l'altra 3ª classificata;
- seconda 1ª classificata vs migliore 3ª classificata;
- peggiore 1ª classificata vs peggiore 2ª classificata. Se entrambe provengono dallo stesso gruppo, l'avversaria sarà la seconda 2ª classificata;
- le restanti due squadre formano l'ultimo accoppiamento.

Le quattro squadre vincitrici del doppio confronto affrontano successivamente un secondo turno, sempre con partite di andata e ritorno, per decretare le due promozioni in Promotion League. Gli accoppiamenti vengono definiti tramite sorteggio.

## Gruppo 1

### Classifica finale
|  | Pos. | Squadra              | Pt | G  | V  | N  | P  | GF | GS | DR  |
|  | ---- | -------------------- | -- | -- | -- | -- | -- | -- | -- | --- |
|  | 1.   | Grand-Saconnex       | 61 | 30 | 18 | 7  | 5  | 60 | 32 | +28 |
|  | 2.   | Yverdon II           | 54 | 30 | 16 | 6  | 8  | 65 | 37 | +28 |
|  | 3.   | Vevey                | 53 | 30 | 15 | 8  | 7  | 59 | 28 | +31 |
|  | 4.   | Sion II              | 52 | 30 | 15 | 7  | 8  | 77 | 47 | +30 |
|  | 5.   | Losanna II           | 52 | 30 | 15 | 7  | 8  | 56 | 36 | +20 |
|  | 6.   | Echallens            | 46 | 30 | 13 | 7  | 10 | 58 | 56 | +2  |
|  | 7.   | Naters               | 45 | 30 | 13 | 6  | 11 | 54 | 48 | +6  |
|  | 8.   | Chênois              | 43 | 30 | 10 | 13 | 7  | 52 | 43 | +9  |
|  | 9.   | Meyrin               | 43 | 30 | 12 | 7  | 11 | 49 | 50 | -1  |
|  | 10.  | Monthey              | 37 | 30 | 9  | 10 | 11 | 43 | 41 | +2  |
|  | 11.  | Coffrane             | 35 | 30 | 9  | 8  | 13 | 40 | 65 | -25 |
|  | 12.  | La Chaux-de-Fonds    | 34 | 30 | 9  | 7  | 14 | 43 | 56 | -13 |
|  | 13.  | Portalban/Gletterens | 31 | 30 | 7  | 10 | 13 | 36 | 67 | -31 |
|  | 14.  | La Sarraz-Eclépens   | 29 | 30 | 8  | 5  | 17 | 34 | 58 | -24 |
|  | 15.  | Pully                | 28 | 30 | 7  | 7  | 16 | 42 | 69 | -27 |
|  | 16.  | Terre Sainte         | 17 | 30 | 4  | 5  | 21 | 35 | 69 | -34 |

Legenda:
 Ammessa allo spareggio.
      Retrocessa in Seconda Lega interregionale 2024-2025.
Regolamento:
Tre punti a vittoria, uno a pareggio, zero a sconfitta.

## Gruppo 2

### Classifica finale
|  | Pos. | Squadra             | Pt | G  | V  | N  | P  | GF | GS | DR  |
|  | ---- | ------------------- | -- | -- | -- | -- | -- | -- | -- | --- |
|  | 1.   | Schötz              | 63 | 30 | 19 | 6  | 5  | 74 | 31 | +43 |
|  | 2.   | Black Stars Basilea | 59 | 30 | 18 | 5  | 7  | 72 | 41 | +31 |
|  | 3.   | Rotkreuz            | 58 | 30 | 17 | 7  | 6  | 45 | 32 | +13 |
|  | 4.   | Soletta             | 57 | 30 | 16 | 9  | 5  | 64 | 49 | +15 |
|  | 5.   | Muttenz             | 56 | 30 | 17 | 5  | 8  | 79 | 44 | +35 |
|  | 6.   | Concordia Basilea   | 53 | 30 | 15 | 8  | 7  | 62 | 38 | +24 |
|  | 7.   | Courtételle         | 48 | 30 | 14 | 6  | 10 | 62 | 45 | +17 |
|  | 8.   | Köniz               | 40 | 30 | 10 | 10 | 10 | 34 | 44 | -10 |
|  | 9.   | Dietikon            | 38 | 30 | 12 | 2  | 16 | 51 | 50 | +1  |
|  | 10.  | Münsingen           | 37 | 30 | 10 | 7  | 13 | 44 | 50 | -6  |
|  | 11.  | Wohlen              | 35 | 30 | 9  | 8  | 13 | 41 | 47 | -6  |
|  | 12.  | Langenthal          | 32 | 30 | 9  | 5  | 16 | 37 | 49 | -12 |
|  | 13.  | Thun II             | 32 | 30 | 9  | 5  | 16 | 42 | 61 | -19 |
|  | 14.  | Bassecourt          | 30 | 30 | 8  | 6  | 16 | 47 | 63 | -16 |
|  | 15.  | Emmenbrücke         | 19 | 30 | 4  | 7  | 19 | 31 | 78 | -47 |
|  | 16.  | Muri                | 12 | 30 | 2  | 6  | 22 | 34 | 97 | -63 |

Legenda:
      Promossa in Promotion League 2024-2025.
 Ammessa allo spareggio.
      Retrocessa in Seconda Lega interregionale 2024-2025.
Regolamento:
Tre punti a vittoria, uno a pareggio, zero a sconfitta.

## Gruppo 3

### Classifica finale
|  | Pos. | Squadra             | Pt | G  | V  | N  | P  | GF | GS | DR  |
|  | ---- | ------------------- | -- | -- | -- | -- | -- | -- | -- | --- |
|  | 1.   | Tuggen              | 56 | 30 | 16 | 8  | 6  | 59 | 31 | +28 |
|  | 2.   | YF Juventus         | 55 | 30 | 16 | 7  | 7  | 65 | 38 | +27 |
|  | 3.   | Kreuzlingen         | 50 | 30 | 14 | 8  | 8  | 62 | 44 | +18 |
|  | 4.   | Wettswil-Bonstetten | 48 | 30 | 13 | 9  | 8  | 52 | 41 | +11 |
|  | 5.   | Winterthur II       | 47 | 30 | 14 | 5  | 11 | 56 | 41 | +15 |
|  | 6.   | Mendrisio           | 47 | 30 | 13 | 8  | 9  | 43 | 41 | +2  |
|  | 7.   | Eschen/Mauren       | 44 | 30 | 11 | 11 | 8  | 53 | 42 | +11 |
|  | 8.   | Grasshoppers II     | 39 | 30 | 10 | 9  | 11 | 44 | 48 | -4  |
|  | 9.   | Linth 04            | 39 | 30 | 10 | 9  | 11 | 44 | 55 | -11 |
|  | 10.  | Höngg               | 38 | 30 | 11 | 5  | 14 | 35 | 45 | -10 |
|  | 11.  | Taverne             | 37 | 30 | 8  | 13 | 9  | 32 | 33 | -1  |
|  | 12.  | Kosova Zurigo       | 35 | 10 | 5  | 15 | 7  | 30 | 41 | -11 |
|  | 13.  | Freienbach          | 35 | 30 | 9  | 8  | 13 | 32 | 51 | -19 |
|  | 14.  | Uzwil               | 32 | 30 | 8  | 8  | 14 | 40 | 48 | -8  |
|  | 15.  | Balzers             | 29 | 30 | 7  | 8  | 15 | 36 | 54 | -18 |
|  | 16.  | Gossau              | 26 | 30 | 7  | 5  | 18 | 46 | 76 | -30 |

Legenda:
      Promossa in Promotion League 2024-2025.
 Ammessa allo spareggio.
      Retrocessa in Seconda Lega interregionale 2024-2025.
Regolamento:
Tre punti a vittoria, uno a pareggio, zero a sconfitta.

## Spareggi promozione

### Primo turno
Andata il 29 maggio, ritorno il 1º giugno 2024. 
| Squadra 1   | Totale | Squadra 2           | Andata | Ritorno |
| ----------- | ------ | ------------------- | ------ | ------- |
| Sion II     | 1 - 3  | Schötz              | 1 - 1  | 0 - 2   |
| YF Juventus | 3 - 5  | Black Stars Basilea | 2 - 3  | 1 - 2   |
| Vevey       | 5 - 1  | Tuggen              | 3 - 0  | 2 - 1   |
| Rotkreuz    | 1 - 4  | Grand-Saconnex      | 1 - 2  | 0 - 2   |

### Secondo turno
Andata il 5 giugno, ritorno l'8 giugno 2024. 
| Squadra 1           | Totale          | Squadra 2      | Andata | Ritorno |
| ------------------- | --------------- | -------------- | ------ | ------- |
| Black Stars Basilea | 4 - 4 (3-5 dtr) | Grand-Saconnex | 1 - 4  | 3 - 0   |
| Schötz              | 3 - 4           | Vevey          | 2 - 2  | 1 - 2   |

Grand-Saconnex e Vevey promosse in Promotion League.